# Люксембург на летних Олимпийских играх 1956
Люксембург принимал участие в Летних Олимпийских играх 1956 года в Мельбурне (Австралия) в девятый раз за свою историю, но не завоевал ни одной медали. Сборная страны состояла из 11 спортсменов (10 мужчин, 1 женщина).

## Результаты соревнований

### Велоспорт
Спортсменов — 1
Шоссе
| Спортсмен    | Результат | Место |
| ------------ | --------- | ----- |
| Гастон Дюмон | DNF       | —     |
|              |           |       |

### Гимнастика
Спортсменов — 2 (1 мужчина, 1 женщина)

#### Мужчины
| Спортсмен     | Вольные упражнения | Вольные упражнения | Кольца | Кольца | Конь  | Конь  | Прыжки | Прыжки | Брусья | Брусья | Перекладина | Перекладина | Многоборье | Многоборье |
| Спортсмен     | Баллы              | Место              | Баллы  | Место  | Баллы | Место | Баллы  | Место  | Баллы  | Место  | Баллы       | Место       | Баллы      | Место      |
| ------------- | ------------------ | ------------------ | ------ | ------ | ----- | ----- | ------ | ------ | ------ | ------ | ----------- | ----------- | ---------- | ---------- |
| Жози Штоффель | 18,20              | 29                 | 17,40  | 37     | 18,75 | 12    | 18,40  | 23     | 17,80  | 46     | 18,45       | 29          | 109,00     | 30         |
|               |                    |                    |        |        |       |       |        |        |        |        |             |             |            |            |

#### Женщины
| Аннетт Крир | 17,866 | 39 | 15,966 | 59 | 16,600 | 55 | 15,833 | 60 | 66,266 | 59 |  |  |  |  |
|             |        |    |        |    |        |    |        |    |        |    |  |  |  |  |

### Лёгкая атлетика
Спортсменов — 4

#### Мужчины
Бег и ходьба
| Дисциплина | Спортсмены   | Первый раунд | Первый раунд | Четвертьфинал        | Четвертьфинал        | Полуфинал            | Полуфинал            | Финал                | Финал                |
| Дисциплина | Спортсмены   | Результат    | Место        | Результат            | Место                | Результат            | Место                | Результат            | Место                |
| ---------- | ------------ | ------------ | ------------ | -------------------- | -------------------- | -------------------- | -------------------- | -------------------- | -------------------- |
| 200 м      | Фред Хаммер  | 22,7 (22,73) | 4            | Завершил выступление | Завершил выступление | Завершил выступление | Завершил выступление | Завершил выступление | Завершил выступление |
|            |              |              |              |                      |                      |                      |                      |                      |                      |
| 400 м      | Жерар Раскин | 50,6 (50,76) | 4            | Завершил выступление | Завершил выступление | Завершил выступление | Завершил выступление | Завершил выступление | Завершил выступление |
|            |              |              |              |                      |                      |                      |                      |                      |                      |
| 800 м      | Жерар Раскин | N/A          | N/A          | 1:52,7               | 4                    | Завершил выступление | Завершил выступление | Завершил выступление | Завершил выступление |
|            |              |              |              |                      |                      |                      |                      |                      |                      |
| 1500 м     | Жози Бартель | N/A          | N/A          | N/A                  | N/A                  | 3:50,6 (3:50,64)     | 6                    | Завершил выступление | Завершил выступление |
|            |              |              |              |                      |                      |                      |                      |                      |                      |

Метание и прыжки
| Прыжки в длину | Фред Хаммер | 6 м 74 см | 26 | Завершил выступление | Завершил выступление |  |  |  |  |
|                |             |           |    |                      |                      |  |  |  |  |

### Плавание
Спортсменов — 1

#### Мужчины
| Дисциплина    | Спортсмены | Первый раунд | Первый раунд | Полуфинал | Полуфинал | Финал     | Финал     |
| Дисциплина    | Спортсмены | Результат    | Место        | Результат | Место     | Результат | Место     |
| ------------- | ---------- | ------------ | ------------ | --------- | --------- | --------- | --------- |
| 200 м брассом | Рене Кон   | 2.50,9       | 13           | N/A       | N/A       | Не прошёл | Не прошёл |
|               |            |              |              |           |           |           |           |

### Фехтование
Спортсменов — 4

#### Мужчины
Командное первенство
| Дисциплина | Спортсмены                                    | Четвертьфинал                                  | Полуфинал             | Финал                 | Место                 |
| ---------- | --------------------------------------------- | ---------------------------------------------- | --------------------- | --------------------- | --------------------- |
| Шпага      | Эмиль Гретш Фернан Лешен Роже Тейсен Эди Шмит | Бельгия (BEL) Пор. 5:11 Франция (FRA) Пор. 6:9 | Завершили выступление | Завершили выступление | Завершили выступление |
|            |                                               |                                                |                       |                       |                       |

Индивидуальное первенство
| Дисциплина | Спортсмен    | 1/8 Финала | 1/8 Финала | 1/8 Финала     | Четвертьфинал        | Четвертьфинал        | Четвертьфинал        | Полуфинал            | Полуфинал            | Полуфинал            | Финал                | Финал                | Место                |
| Дисциплина | Спортсмен    | Победы     | Уколы      | Место в группе | Победы               | Уколы                | Место в группе       | Победы               | Уколы                | Место в группе       | Победы               | Уколы                | Место                |
| ---------- | ------------ | ---------- | ---------- | -------------- | -------------------- | -------------------- | -------------------- | -------------------- | -------------------- | -------------------- | -------------------- | -------------------- | -------------------- |
| Шпага      | Эмиль Гретш  | 3          | 18—16      | 4 Q            | 3+1                  | 23—23                | 4 Q                  | 4+0                  | 25—29                | 5                    | Завершил выступление | Завершил выступление | Завершил выступление |
| Шпага      | Фернан Лешен | 1          | 21—21      | 6              | Завершил выступление | Завершил выступление | Завершил выступление | Завершил выступление | Завершил выступление | Завершил выступление | Завершил выступление | Завершил выступление | Завершил выступление |
| Шпага      | Эди Шмит     | 5          | 28—19      | 1 Q            | 3                    | 24—24                | 4 Q                  | 2                    | 24—35                | 8                    | Завершил выступление | Завершил выступление | Завершил выступление |
|            |              |            |            |                |                      |                      |                      |                      |                      |                      |                      |                      |                      |
| Сабля      | Роже Тейсен  | 2          | 19—20      | 5              | Завершил выступление | Завершил выступление | Завершил выступление | Завершил выступление | Завершил выступление | Завершил выступление | Завершил выступление | Завершил выступление | Завершил выступление |
|            |              |            |            |                |                      |                      |                      |                      |                      |                      |                      |                      |                      |